# Lincoln (Montana)
Lincoln é uma Região censo-designada localizada no estado americano de Montana, no Condado de Lewis and Clark.

## Demografia
Segundo o censo americano de 2000, a sua população era de 1100 habitantes.

## Geografia
De acordo com o United States Census Bureau tem uma área de
47,1 km², dos quais 46,5 km² cobertos por terra e 0,6 km² cobertos por água. Lincoln localiza-se a aproximadamente 1384 m acima do nível do mar.

## Localidades na vizinhança
O diagrama seguinte representa as localidades num raio de 48 km ao redor de Lincoln.